# Guerra árabe del Congo
La Guerra árabe del Congo conocida también como Guerra árabe-congoleña o Guerra belgo-árabe se llevó a cabo en lo que hoy es la República Democrática del Congo entre las fuerzas del rey belga Leopoldo II, en el Estado Libre del Congo, y varios líderes traficantes de esclavos árabes del Sultanato de Zanzíbar liderados por Sefu bin Hamid, el hijo de Tippu Tip. La lucha se produjo en el este del Congo entre 1892 y 1894. Fue una guerra de poder, en la que la mayoría de los combates fueron librados por nativos congoleños cambiándose de bando en diversas ocasiones.
Las causas de la guerra fueron principalmente económicas, ya que Leopoldo II estaba compitiendo con los sultanatos árabes el control de la riqueza del Congo. Inicialmente, el rey colaboró con los comerciantes árabes, pero la competencia por el control del mercado del marfil desató la confrontación. La guerra, presentada en la escena internacional como una cruzada cristiana contra la esclavitud, finalizó con la victoria belga en enero de 1894.

## Preludio
En 1886, mientras Tippu Tip se encontraba en Zanzíbar, surgió una fuerte disputa entre un fuerte del Estado Libre del Congo, en Stanley Falls y un fuerte cercano y más pequeño dirigido por Walter Deane. Los hombres de Tip en el Fuerte de Stanley Falls alegaron que Deane había robado una esclava de un oficial árabe de allí. Deane afirmó que la niña había huido después de ser golpeada brutalmente por su maestro, y que él sólo le había ofrecido refugio. Los hombres de Tip atacaron la fortaleza y después de un asedio de cuatro días, los defensores quedaron sin municiones y huyeron, abandonando el fuerte. El Estado Libre no hizo ningún contragolpe y Tip comenzó a mover más hombres en el Congo, entre ellos varios jefes de esclavos árabes y también algunos dirigentes congoleños, como Gongo Lutete.
Entre marzo y abril de 1892, el hijo de Tip, Sefu, comenzó a dirigir ataques contra diversos miembros del personal del Estado Libre del Congo en el este del país, entre ellos el comerciante de marfil británico Arthur Hodister y el capitán Guillaume Van Kerckhoven, que habían estado tomando por la fuerza marfil a los comerciantes árabes. Las relaciones se tensaron aún más cuando Rahsid, sobrino de Tippu Tip y líder árabe residente en Stanley Falls, se negó a ayudar en la investigación de la muerte de Hodister. Gongo Luteta también dirigió las movilizaciones en el este del Congo, pero desertó a la Force Publique después de sufrir una derrota desde el principio.
Para octubre de 1892, Sefu lideraba una fuerza de 10.000 hombres, unos 500 oficiales zanzibarianos y el resto congoleños. La Force Publique belga, dirigida por Francis Dhanis, consistía en unas pocas docenas de oficiales belgas al mando de varios miles de auxiliares africanos.

## Curso de la guerra

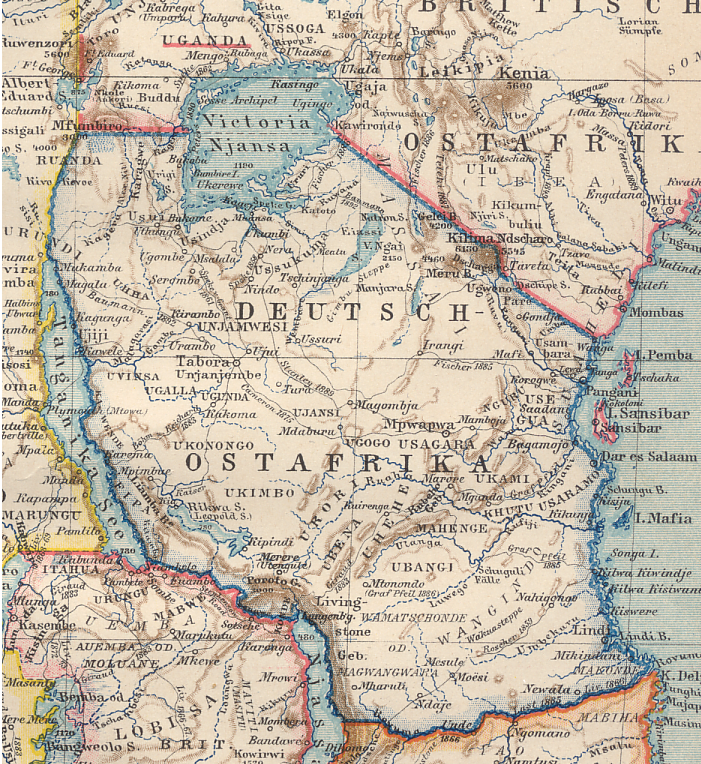
Mapa del África Oriental Alemana (marzo de 1894)

La guerra abierta tuvo lugar a finales de noviembre de 1892, cuando Sefu estableció un fuerte en el río Lomami, donde fue atacado por la Force Publique y derrotado. Dhanis utilizó esta batalla como pretexto para iniciar su cruzada contra las fuerzas árabes. Permitió que su ejército viajara sus esposas, esclavos y sirvientes, y mantuvo un tren de suministros con cocina y buena higienización. Además, no permitió que sus soldados dañaran a ningún congoleño, lo que le valió el favor de la población.
A principios de 1893 el Estado Libre tomó la ciudad clave del río Nyangwe después de un sitio de 6 semanas que devastó la ciudad. De los 1000 edificios que tenía la ciudad al momento de la guerra, solo uno quedó en pie al finalizar la contienda. Más tarde, las fuerzas del Estado Libre tomaron Kasongo, en el norte. La última gran batalla de la guerra se produjo el 20 de octubre de 1893, en el río Luama, al oeste del lago Tanganica. Fue un empate táctico, pero Sefu murió en combate, y la resistencia restante se vino abajo. La guerra terminó con la victoria del Estado Libre en enero de 1894.

## Consecuencias
La geografía política y económica del Congo fue significativamente alterada por la guerra. El mercado de alrededor de Nyangwe dejó de existir, mientras que la ciudad de Kasongo fue casi destruida. Con la ausencia de estos mercados y los propios comerciantes árabes, gran parte de las exportaciones del Congo fueron desviadas de sus destinos en el este de África al Océano Atlántico.